# بيلي "غرين" بوش
بيلي بوش أو بيلي جرين بوش (بالإنجليزية:Billy Bush) واسمه الكامل : وليام وارن بوش ، من مواليد 1935 ، ممثل أمريكي شارك في عدة أفلام ومنها :
- ذا رايفر. (1984)
- المخلوقات. (1986)
- ذا هيتشر. (1986)

## وصلات خارجية
- بيلي "غرين" بوش على موقع IMDb (الإنجليزية)
- بيلي "غرين" بوش على موقع تيرنر كلاسيك موفيز (الإنجليزية)
- بيلي "غرين" بوش على موقع أول موفي (الإنجليزية)
- بيلي "غرين" بوش على موقع قاعدة بيانات الفيلم (الإنجليزية)
- Billy Green Bush at الطماطم الفاسدة
- Wm. Green Bush at the جامعة ويسكونسن-ماديسون's Actors Studio audio collection